# John André
John André (2 de mayo de 1750, Londres, Inglaterra - 2 de octubre de 1780, Tappan, Nueva York, Estados Unidos) fue un espía y oficial del ejército británico.
Desde 1774 fue el oficial general de inteligencia del comandante inglés Henry Clinton en Nueva York. Desde 1779 mantuvo correspondencia con el general Benedict Arnold, quien se vio desilusionado con la causa norteamericana.
En 1780 André obtuvo el consentimiento de Arnold para rendirse en el fuerte de West Point, siendo capturado mientras regresaba a Nueva York y encontrándosele documentos incriminatorios dentro de su bota. Estas pruebas fueron la base para declararlo culpable de espionaje, terminando así, en la horca.
- Datos: Q605719
- Multimedia: John André / Q605719